# Argyria lacteella
Argyria lacteella là một loài bướm đêm trong họ Crambidae.